# واقعة نقص الأكسجين

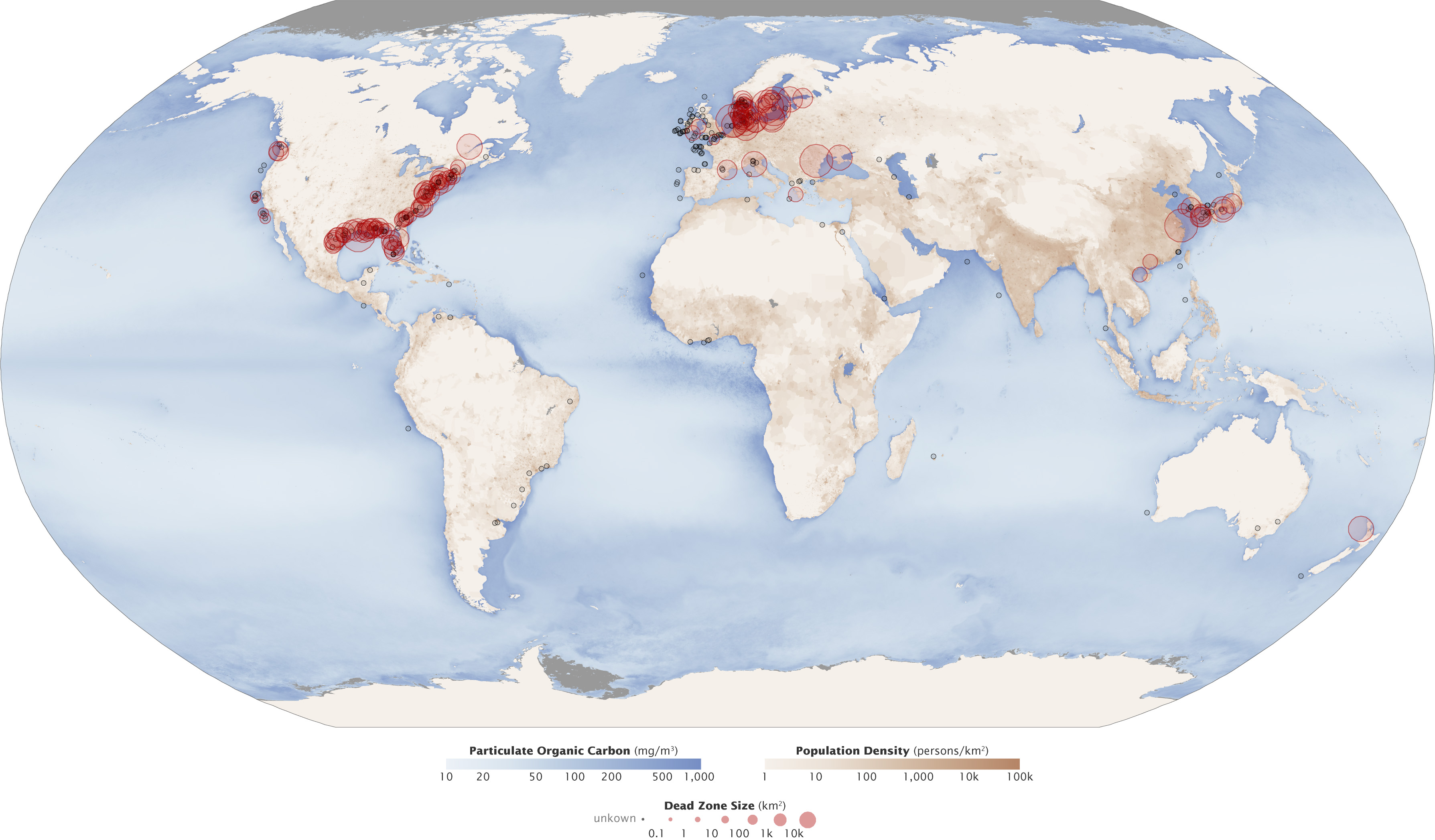
تظهر المناطق الحمراء مناطق وحجم المناطق الميتة.

كانت أحداث نقص الأكسجين في المحيطات منذ القدم للأرض حيث أن أجزاء من المحيطات أصبحت تنضب من الأكسجين (O2) في الأعماق على مساحة جغرافية واسعة. خلال بعض هذه الأحداث والمياه التي تحتوي على كبريتيد الهيدروجين.
على الرغم من أن الأحداث غير المؤذية لم تحدث منذ ملايين السنين، إلا أن السجل الجيولوجي يظهر أنها حدثت عدة مرات في الماضي. تزامنت أحداث الأكسجين مع العديد من الانقراضات الجماعية وربما ساهمت فيها. تشمل هذه الانقراضات الجماعية بعضها الذي يستخدمه علماء الأحياء الجيولوجية كعلامات زمنية في تاريخ الرسم الحيوي.
يعتقد العديد من الجيولوجيين أن أحداث الأكسجين المحيطية ترتبط ارتباطًا وثيقًا بإبطاء دوران المحيطات والاحتباس الحراري وارتفاع مستويات غازات الدفيئة. اقترح الباحثون تعزيز النشاط البركاني(إطلاق ثاني أكسيد الكربون) باعتباره «الزناد الخارجي المركزي».

## خلفية
أول اقتراح لمفهوم واقعة نقص الأكسجين كان في 1976، على يد سِيمور شلَنغر (1927–1990) والجيولوجي هيو جنكينز، بناء على اكتشافات اكتُشفت بمشروع التنقيب في أعماق البحار (Deep Sea Drilling Project) في المحيط الهادئ. كان اكتُشف سِجِّيل زيتي أسود غني بالكربون تراكَم في الهضاب البركانية المحيطية (كهضبة شاتسكي وهضبة مانيهيكي)، ولُوحِظ تماثله في السِّن مع ترسبات شبيهة مأخوذة من أعماق المحيط الأطلسي ومعروفة من التفجُّرات الأرضية في أوروبا -وخصوصًا في السجل الجيولوجي لسلسلة جبال الأبينيني الإيطالية التي يغلب عليها الحجر الجيري-، وهذا الاكتشاف هو ما أوضح أن تلك الطبقات الأرضية المنتشرة المتشابهة سَجَّلت ظروفًا غريبة جدًّا نقص فيها الأكسجين في المحيط العالمي خلال عدة فترات متقطعة في الزمن الجيولوجي.
تكشف دراسات تلك الرواسب الغنية عضويًّا -المستمرة إلى يومنا هذه- عن وجود طبقات رقيقة لم تؤثر فيها الكائنات العائشة في قاع البحر، وهذا يشير إلى نقص في أكسجين القاع، نقص يُظَنّ أنه مصاحب لطبقة خفيضة سامة من كبريتيد الهيدروجين. وفوق ذلك كَشفت مؤخرًا الدراسات الكيميائية الأرضية العضوية عن وجود جزيئات (تُدعى دلائل حيوية) مشتقة من البكتيريا الأرجوانية الكبريتية والبكتيريا الخضراء الكبريتية، وهي كائنات تتطلب كلًّا من الضوء وكبريتيد الهيدروجين الحر، وهذا يدل على أن نقص الأكسجين امتد إلى المستوى العلوي المضاء من المياه.
في الأرض حاليًّا عدة أماكن تبدو فيها خصائص نقص الأكسجين على نطاق محدود، كمناطق الازدهار الطحلبي، و«المناطق الميتة» المحدودة. المناطق الميتة واقعة قبالة الساحل الشرقي للولايات المتحدة، وفي خليج تشيزبيك، وفي خليج كاتيغات الإسكندنافي، وفي البحر الأسود (الذي ربما نقص الأكسجين في أعمق أعماقه آلافَ السنين)، وفي شمال البحر الأدرياتيكي، وقبالة ساحل لويزيانا. تُعَد الزيادة العالمية الحالية في قناديل البحر من البوادر الأوّلية لواقعة من تلك الوقائع. ظهرت مناطق ميتة أخرى في ساحل جنوب أمريكا والصين واليابان ونيوزيلندا. وقد بلغ عدد المناطق الميتة 405 في دراسة أُجريت في 2008.
هذا المفهوم مفهوم حديث، لم تتألف جوانبه إلا في آخر 3 عقود. وقائع نقص الأكسجين المعروفة والمظنونة رُبطت جيولوجيًّا بالإنتاج الواسع النطاق لاحتياطات النفط العالمية في سلاسل السجيل الأسود بالسجل الجيولوجي. يُظَن أيضًا أن درجات الحرارة المرتفعة نسبيًّا متصلة بما يُدعى «وقائع الغازات الدفيئة الفائقة».

### اليُكْسِنيا
رُبطت وقائع نقص الأكسجين في الظروف اليُكسنية (الكبريتيد مثلًا) بتَغزِيات بركانية شديدة. والنشاط البركاني على ذلك ساهم في ضخ ثاني أكسيد الكربون في الغلاف الجوي، رافعًا درجات الحرارة عالميًّا، مسرِّعًا الدورة الهيدرولوجية التي نشرت المواد الغذائية في المحيطات محفِّزةً إنتاجية العوالق. يُحتمل أن تلك العمليات حفزت اليكسنيا في الأحواض المحدودة، حيث يمكن نشوء تطابُق (stratification) في أعمدة المياه. في ظروف نقص الأكسجين والظروف اليُكسنية، لا يكون الفوسفات المحيطي محصورًا في الرواسب، فيسعه الانتشار وأن يُعاد تدويره، داعمًا الإنتاجية العالية.

## الآلية
المَظنون عمومًا أن درجات الحرارة في العصرَين الجوراسي والطباشيري كانت دافئة، ومِن ثَم كانت مستويات الأكسجين الذائب في المحيط أقل منها اليوم، مسهِّلة بلوغ ظروف نقص الأكسجين. لكن تَلزم عوامل أخرى لتفسير وقائع نقص الأكسجين المحيطي القصيرة المدى (أقل من مليون سنة). وقد وُضعت فرضيات لتفسيرها، لكن الأَصْمَد بينها فرضيتان (هما وما بُني عليهما).
أُولاهما: أن التراكم غير المتناغم للمواد العضوية مرتبط ببقائها المعزَّز في ظروف محدَّدة مقيَّدة قليلة الأكسجين، ظروف هي بدورها ناتجة عن الطبيعة الهندسية الخاصة للأحواض المحيطية. لكن على رغم قابلية هذه الفرضية للانطباق على المحيط الأطلسي الطباشيري الضيق نسبيًّا (الذي يمكن تشبيهه ببحر أسود واسع النطاق، لكن أقل اتصالًا بالمحيط العالمي)، فإنها لا تفسر وجود السجيل الزيتي الأسود الطباشيري على هضاب المناطق المفتوحة من المحيط الهادئ وبالبحار المنحَدَرِيَّة.